# فيتوشيني ألفريدو
فيتوشيني ألفريدو ( النطق الإيطالي: ‎[fettut'tʃiːne alˈfreːdo]‏  أو fettuccine al burro  هو طبق معكرونة إيطالي من فيتوتشيني مقلب بالزبدة وجبنة البارميزان ( (بالإيطالية: pasta al burro e parmigiano)‏ بارميزانو)). عندما يذوب الجبن، فإنه يستحلب السوائل لتشكيل صلصة ناعمة وغنية لطلاء المعكرونة. سُمي الطبق باسم ألفريدو دي ليليو، الذي عرض الطبق في مطعمه في روما في أوائل القرن العشرين. كان «الحفل» لإعداده تابليسيدي جزءًا لا يتجزأ من الطبق.

أصبح الطبق مشهورًا وانتشر في النهاية إلى الولايات المتحدة، حيث لا يزال يتمتع بشعبية. لقد تطورت الوصفة وأصبحت نسختها التجارية، مع الكريمات الثقيلة وغيرها من المكونات، منتشرة في كل مكان. في الولايات المتحدة، غالبًا ما يُقدَّم طبقًا رئيسيًّا، في بعض الأحيان يزينه الدجاج أو المكونات الأخرى. في إيطاليا، في غضون ذلك، يعتبر فيتوتشيني البورو طبخًا منزليًا، على عكس فيتوتشيني ألفريدو، وهو إصدار غني جدًا من الطبق.

## المقادير
500 جرام من باستا الفيتوشيني (المسلوقة في الماء المملح). 100 جرام زبدة. 1 1/2 كوب جبن بارميسان
مبشور. 1 1/4 كوب كريمة حامضة (سور كريم Sour cream) أو قشدة رائبة. 1/4 كوب بقدونس مفروم. ملح وفلفل
.
التحضير:
فيديو طريقة التحضير
خلال سلق الباستا، سخني الزبدة في مقلاة عميقة على نار متوسطة، أضيفي الجبن والكريمة، واتركي الخليط ليغلي
مع تقليبه كل حين. ثم أضيفي البقدونس والملح والفلفل واخلطيه جيداً ثم أضيفي الصلصة إلى الباستا واخلطيها جيدا، قدميه مباشرة.

## المعلومات الغذائية
تحتوي وجبة الفيتوشيني الفريدو (200غ تقريباً) بحسب موقع شهية، على المعلومات الغذائية التالية:
- السعرات الحرارية: 748
- الدهون: 53
- الدهون المشبعة: 33
- الكوليسترول: 165
- الكاربوهيدرات: 49
- البروتينات: 19

مع العلم أن هذه الوصفة تحتوي على الكريما الكثيفة والثوم.

## وصلات خارجية
معلومات غذائية عن الفيتوشيني الفريدو